# Gesonia plumipars
Gesonia plumipars är en fjärilsart som beskrevs av George Francis Hampson 1891. Gesonia plumipars ingår i släktet Gesonia och familjen nattflyn. Inga underarter finns listade i Catalogue of Life.